# Beata Niedzielska
Beata Niedzielska (ur. 27 września 1962 w Wołowie) – polska lekkoatletka, biegaczka i płotkarka, mistrzyni i reprezentantka Polski.

## Kariera sportowa
Była zawodniczką AZS Wrocław.
Na mistrzostwach Polski seniorek na otwartym stadionie zdobyła siedem medali: trzy złote w sztafecie 4 x 400 metrów w 1980, 1981 i 1982, dwa srebrne w sztafecie 4 x 400 metrów w 1983 i 1984, srebrny w biegu na 400 metrów ppł w 1982 i brązowy w biegu na 400 metrów ppł w 1984. W 1982 została halową wicemistrzynią Polski seniorek w biegu na 400 m.
Reprezentowała Polskę w Pucharze Europy w 1981, w sztafecie 4 x 400 metrów (2. miejsce w finale B, z wynikiem 3:29,51, 5. miejsce w finale A, z wynikiem 3:30,60). 
Rekordy życiowe:
- 400 m – 54,11 (8.08.1981)
- 800 m – 2:08,34 (2.08.1980)
- 400 m ppł – 59,94 (2.07.1982)